# La Junta (Colorado)
La Junta es una ciudad ubicada en el condado de Otero en el estado estadounidense de Colorado. En el Censo de 2010 tenía una población de 7077 habitantes y una densidad poblacional de 903,89 personas por km².

## Geografía
La Junta se encuentra ubicada en las coordenadas 37°58′46″N 103°32′50″O / 37.97944, -103.54722. Según la Oficina del Censo de los Estados Unidos, La Junta tiene una superficie total de 7.83 km², de la cual 7.81 km² corresponden a tierra firme y (0.2%) 0.02 km² es agua.

## Demografía
Según el censo de 2010, había 7077 personas residiendo en La Junta. La densidad de población era de 903,89 hab./km². De los 7077 habitantes, La Junta estaba compuesto por el 74.75% blancos, el 1.23% eran afroamericanos, el 1.87% eran amerindios, el 0.71% eran asiáticos, el 0.11% eran isleños del Pacífico, el 16.52% eran de otras razas y el 4.82% pertenecían a dos o más razas. Del total de la población el 45.56% eran hispanos o latinos de cualquier raza.